# 19127 Olegefremov
19127 Olegefremov este o planetă minoră (asteroid) din Mars-crossing asteroid⁠(d). A fost descoperită pe 26 august 1987 la Observatorul Astrofizic din Crimeea⁠(d) de Lyudmila Karachkina⁠(d) și a fost numită după Oleg Efremov. 
Obiectul prezintă o orbită caracterizată de o semiaxă mare de 2,1685753 UAi, o excentricitate de 0,32, o înclinație de 5,22616 ° în raport cu ecliptica.